# Bronchocela marmorata
Espèce
Synonymes
- Lophyrus spinosus Duméril, 1851
- Calotes philippinus Peters, 1867
- Bronchocela marmorata sanchezi Taylor, 1922

Statut de conservation UICN

 DD  : Données insuffisantes
Bronchocela marmorata est une espèce de sauriens de la famille des Agamidae.

## Répartition
Cette espèce est endémique des Philippines. Elle se rencontre sur Luçon, Polillo, Mindoro, Catanduanes, Sibuyan et Panay.

## Publication originale
- Gray, 1845 : Catalogue of the specimens of lizards in the collection of the British Museum. p. 1-289 (texte intégral).